# Eusandalum pici
Eusandalum pici is een vliesvleugelig insect uit de familie Eupelmidae. De wetenschappelijke naam is voor het eerst geldig gepubliceerd in 1906 door Schrottky.